# ناحیه فرامنس، شهرستان استیونس، مینه سوتا
ناحیه فرامنس (به انگلیسی: Framnas Township) یک منطقهٔ مسکونی در ایالات متحده آمریکا است که در شهرستان استیونز، مینه‌سوتا واقع شده‌است.
 ناحیه فرامنس ۹۳٫۴ کیلومتر مربع مساحت و ۳۱۸ نفر جمعیت دارد و ۳۵۴ متر بالاتر از سطح دریا واقع شده‌است.